# Cedusa unsera
Cedusa unsera är en insektsart som beskrevs av Kramer 1986. Cedusa unsera ingår i släktet Cedusa och familjen Derbidae. Inga underarter finns listade i Catalogue of Life.